# Prodašice
Prodašice jsou obec v okrese Mladá Boleslav ve Středočeském kraji. Rozkládá se asi osmnáct kilometrů jihovýchodně od Mladé Boleslavi. Žije zde 83 obyvatel.

## Historie
První písemná zmínka o vesnici pochází z roku 1390.

## Obyvatelstvo
| Rok            | 1869 | 1880 | 1890 | 1900 | 1910 | 1921 | 1930 | 1950 | 1961 | 1970 | 1980 | 1991 | 2001 | 2011 | 2021 |
| -------------- | ---- | ---- | ---- | ---- | ---- | ---- | ---- | ---- | ---- | ---- | ---- | ---- | ---- | ---- | ---- |
| Počet obyvatel | 130  | 114  | 139  | 154  | 117  | 132  | 130  | 106  | 95   | 73   | 96   | 100  | 84   | 89   | 94   |
| Počet domů     | 19   | 23   | 24   | 24   | 24   | 26   | 29   | 32   | 26   | 22   | 24   | 29   | 26   | 31   | 40   |

## Obecní správa

### Územněsprávní začlenění
Dějiny územněsprávního začleňování zahrnují období od roku 1850 do současnosti. V chronologickém přehledu je uvedena územně administrativní příslušnost obce v roce, kdy ke změně došlo:
- 1850 země česká, kraj Jičín, politický okres Jičín, soudní okres Libáň, obec Ujkovice[6]
- 1855 země česká, kraj Jičín, soudní okres Libáň, obec Ujkovice[6]
- 1868 země česká, politický okres Jičín, soudní okres Libáň, obec Ujkovice[6]
- 1921 země česká, politický okres Jičín, soudní okres Libáň[7]
- 1939 země česká, Oberlandrat Jičín, politický okres Jičín, soudní okres Libáň[8]
- 1942 země česká, Oberlandrat Hradec Králové, politický okres Jičín, soudní okres Libáň[9]
- 1945 země česká, správní okres Jičín, soudní okres Libáň[10]
- 1949 Hradecký kraj, okres Jičín[11]
- 1960 Středočeský kraj, okres Mladá Boleslav[12]
- k 1. lednu 1980 Středočeský kraj, okres Mladá Boleslav, obec Ledce[7]
- k 24. listopadu 1990 Středočeský kraj, okres Mladá Boleslav[7]

### Obecní symboly
Znak a vlajka byly obci uděleny rozhodnutím předsedkyně Poslanecké sněmovny Parlamentu České republiky dne 14. června 2013.

## Doprava
Obcí prochází silnice II/279 Dolní Bousov – Prodašice – Mcely. Železniční trať ani stanice na území obce nejsou. Nejblíže obci je železniční stanice Rožďalovice ve vzdálenosti osmi kilometrů ležící na Železniční trať Nymburk–Jičín. V květnu 2011 měly v obci zastávku autobusové linky jedoucí do těchto cílů: Dobrovice, Jičín, Mladá Boleslav, Nová Paka, Pecka, Praha, Rožďalovice.

## Pamětihodnosti
- Krucifix na severozápadní straně návsi
- Jedna z částí přírodní památky Dymokursko v lesním údolí severně od vsi